# Antonio Watson
Pour les articles homonymes, voir Watson.
Antonio Watson, né le 11 septembre 2001, est un athlète jamaïcain spécialiste du 400 mètres, champion du monde en 2023 à Budapest.

## Biographie
En 2017, Antonio Watson s'adjuge le titre du 400 m lors de la dernière édition des championnats du monde jeunesse, alors qu'il est seulement âgé de 15 ans. L'année suivante, il est médaillé d'argent du 200 m aux Jeux olympiques de la jeunesse à Buenos Aires.
Lors des championnats NACAC espoirs de 2021, il se classe 2e du 100 m et remporte le titre du relais 4 × 100 m.

### Titre mondial surprise à Budapest (2023)
En 2023, Watson obtient sa qualification pour les championnats du monde de Budapest en devenant vice-champion de Jamaïque du 400 m, portant alors son record personnel à 44 s 54. A Budapest, il établit d'abord un nouveau record personnel en demi-finale en 44 s 13, puis crée la surprise en finale en s'imposant en 44 s 22 devant le Britannique Matthew Hudson-Smith (44 s 31) et l'Américain Quincy Hall (44 s 37). Il devient seulement le deuxième Jamaïcain champion du monde sur cette distance, 40 ans après Bert Cameron.

## Palmarès
| Date | Compétition           | Lieu     | Résultat | Épreuve   | Temps         |
| ---- | --------------------- | -------- | -------- | --------- | ------------- |
| 2023 | Championnats du monde | Budapest | 1er      | 400 m     | 44 s 22       |
| 2023 | Championnats du monde | Budapest | 4e       | 4 × 400 m | 2 min 59 s 34 |

## Records
| Épreuve | Temps   | Lieu     | Date         |
| ------- | ------- | -------- | ------------ |
| 200 m   | 20 s 49 | Kingston | 24 juin 2023 |
| 400 m   | 44 s 13 | Budapest | 22 août 2023 |